# NGC 2846
NGC 2846 ist ein Doppelstern im Sternbild Hydra. Das Objekt wurde am 4. April 1874 von Lawrence Parsons entdeckt und fälschlicherweise in den NGC-Katalog aufgenommen.